# Thomas Haden Church
Thomas Haden Church, rodným jménem Thomas Richard McMillen (* 17. června 1960, Yolo, Kalifornie, USA) je americký herec, scenárista a režisér, držitel ceny Emmy za televizní minisérii Broken Trail z roku 2006 (za níž byl i podruhé v kariéře nominován na Zlatý glóbus).
Svoji uměleckou kariéru zahájil jako rozhlasový hlasatel, moderátor a voiceover. Od roku 1990 se pokoušel uplatňovat i v televizi a ve filmu, hrál zde zpočátku ale pouze menší či vedlejší role. V roce 2003 poprvé i režíroval, jeho režijním debutem se stal snímek Ubaleno v Kansasu. O rok později v roce 2004 nastal i velký zlom v jeho herecké kariéře, kdy ztvárnil hlavní roli ve filmu Bokovka, za níž byl posléze nominován na Zlatý glóbus i na Oscara. Další výraznou roli ztvárnil ve snímku Spider-Man 3 z roku 2007.